# Roger Pilote
Roger Pilote, né le 4 mars 1934 à Saint-Nazaire et mort le 6 janvier 2023, est un homme politique québécois. Il est député de la circonscription de Lac-Saint-Jean de 1970 à 1976, sous la bannière du Parti libéral du Québec.